# Esther Voet
Esther Hilah Voet (Wassenaar, 23 september 1963) is een Nederlandse journaliste.

## Levensloop
Voet werd geboren als de oudste van drie kinderen in een christelijk gezin. Op 21-jarige leeftijd bekeerde Voet zich tot het jodendom. Van vaders kant had ze enkele generaties terug Joodse voorouders. Zij volgde na de Pabo een opleiding aan de Nel Roos Balletacademie en runde een balletstudio in Brussel. Zij woonde later in Parijs en Jeruzalem. Na terugkeer in Nederland werkte ze tweeënhalf jaar bij de sectie privé van De Telegraaf. Daarna werkte ze bij het weekblad Story en voor RTL Nederland. Sinds 1993 werkte ze freelance voor een aantal media en organisaties. Tevens volgde ze een opleiding tot en was daarna actief als counselor.
Van 2009 tot 2011 was Voet hoofdredacteur van het Nieuw Israëlietisch Weekblad (NIW). In 2011 maakte ze de overstap naar de belangenorganisatie Centrum Informatie en Documentatie Israel (CIDI), aanvankelijk als adjunct-directeur. Na een jaar volgde ze Ronny Naftaniel op als directeur. In die hoedanigheid werd ze het gezicht van de organisatie. In 2014 stond ze aan de basis van een relletje. Ze had aanvankelijk PVV-leider Geert Wilders gevraagd zijn naam onder een advertentie te zetten waarin antisemitisme werd afgewezen. Na diens toezegging bedankte ze hem alsnog nadat hij kritiek had geleverd op het feit dat in een andere verklaring waarvan het CIDI een van de opstellers van was, volgens Wilders met geen woord was gerept over de islam als belangrijkste bron van antisemitisme. In juni 2015 vertrok Voet bij het CIDI wegens "een verschil van inzicht" met het bestuur. Als directeur van het CIDI werd zij opgevolgd door Hanna Luden.
Voet keerde terug naar het NIW en werd daar wederom hoofdredacteur. Daarnaast werkte ze voor het onlineplatform Jalta.nl.